# Кладовище Ватлер
19°16′26″ пн. ш. 81°20′06″ зх. д. / 19.274° пн. ш. 81.335° зх. д.
Кладовище Валтер (англ. Watler Cemetery) — історичне кладовище, розташоване в районі Проспект, на острові Великий Кайман британської заморської території Кайманових островів. Він був подарований Національному фонду Кайманових островів родиною Ватлерів у 1991 році.
Хоча могили на кладовищі датуються початком 19 століття, місцевість використовувалася для поховань і раніше, оскільки Ватлери живуть на Кайманових островах з 17 століття і є одними з оригінальних поселенців Каймана.